# Armand-Jean du Plessis de Richelieu
Kardinal Richelieu (født 9. september 1585, død 4. december 1642) var kardinal og fransk statsmand. Han blev født som Armand-Jean du Plessis i Paris. Han tog senere navnet Richelieu efter familiens ejendom. Som 17-årig begyndte han at studere teologi, og i 1606 blev han udnævnt til biskop. I 1622 udnævnte pave Gregor XV ham til kardinal. Fra 1624 var han Louis XIII's førsteminister, og han undertrykte brutalt al modstand mod monarkiet og bekæmpede protestanterne og huguenotterne. Han fulgte doktrinen Raison d’état, som han selv udformede. I mere end 18 år var han Frankrigs reelle magthaver ("den (kardinal)røde eminence"), og hans indsats gjorde Frankrig til en stormagt. Han udviklede den franske flåde og etablerede kolonier i Afrika. Richelieu var en stor elsker af kunst og lærdom. Han genopbyggede Sorbonne, understøttede lovende forfattere, og i 1634 grundlagde han Det franske Akademi.

## Opvækst og bispetid
Richelieu er født i Paris. Han tilhørte en adelig slægt, hvis hovedbesiddelse var godset Richelieu i Poitou, men var hverken rig eller berømt. Faderen François du Plessis de Richelieu var kaptajn for Henrik 3.s garde og sluttede sig efter Henrik 3.s død til Henrik 4.. Han udmærkede sig i dennes tjeneste, men døde allerede 1599. Moderen Suzanne de la Porte tilhørte en anset borgerlig juristfamilie; efter mandens død var hendes stilling vanskelig, men ved Henrik 4.s hjælp lykkedes det hende at bevare slægtens ejendomme.
Den ældste søn skulle overtage dem og den næstældste være bisp i bispedømmet Luçon, som familien havde ret til at besætte; den yngste, Jean Armands, fremtid var derimod usikker; da han var ni år gammel, blev han sendt til Paris, hvor han fik en usædvanlig god undervisning og gennemgik et akademi for unge adelsmænd, som var bestemt til at gå krigsvejen. Så trak den næstældste broder sig tilbage til klosterlivet, og da Richelieu var 17 år gammel, blev det bestemt, at han skulle have bispedømmet.
Efter få års ivrige teologiske studier udnævntes han til biskop omtrent 21 år gammel, fem år før den lovlige alder; to år senere overtog han personligt ledelsen af bispedømmet.
Richelieu var og blev en troende katolik, og han befæstedes deri ved nært venskabsforhold til den stærkt religiøse pater Joseph. Han optog derfor også med stor iver og dygtighed sin bispegerning, skrev bøger til troens forsvar osv. Men hans bispedømme var for ringe et område for hans virketrang og ærgerrighed, og hvor stærke end hans religiøse interesser var, var de politiske endnu stærkere.

## Marie af Medici
I 1610 søgte han efter Henrik 4.s død ved en rejse til Paris at vinde de styrendes opmærksomhed. Det mislykkedes, men fire år senere spillede han en ret fremtrædende rolle på det sidste stændermøde før enevælden, og i november 1616 opnåede han at blive minister og at lede udenrigs- og krigsministerierne. Han havde vundet enkedronningen Marie af Medicis tillid, og det var væsentlig hende, han skyldte sin stilling. Men allerede 1617 brast Marie af Medicis magt, og Ludvig 13. styrtede det ministerium, som havde sluttet sig til hende.
Richelieu var en tid enkedronningens rådgiver, og de ny magthavere forviste ham først til hans bispedømme, siden til Avignon. Et par år syslede han især med religiøse spørgsmål, og han skrev et stridsskrift mod protestanterne; det var spidsfindigt som tidens teologiske indlæg, men udmærkede sig ved et vist mådehold. 1620 lykkedes det ham at gennemføre en forsoning mellem Marie af Medici og hendes søn, Ludvig den 13., og fra da af vandt han en stadig større indflydelse i de toneangivende kredse.

## Virke ved magten

### Politiske maximer
Han blev kardinal og i 1624 minister. Da han først var kommet i forbindelse med kongen, vandt han hurtigt stor indflydelse, som aldrig alvorligt rokkedes. Der er uenighed om, at Ludvig 13. personligt følte sig tiltrukket af Richelieu eller ej, men kongen sluttede sig fuldstændigt til hans politik.
Richelieu har formuleret sit program i ordene: "Mit første mål var kongens myndighed, mit andet rigets storhed". "Jeg lovede kongen at anvende alle mine evner og al den myndighed, det behagede ham at give mig, til at ødelægge det hugenottiske parti, knække stormændenes hovmod, lære alle hans undersåtter deres pligt og hæve hans navn blandt de fremmede folk til den plads, det burde indtage". Det stemte ganske med de anskuelser, som Ludvig 13. med næsten religiøs pligtfølelse følte sig kaldet til at hævde, og han forstod snart, at ingen kunne hjælpe ham bedre dertil end Richelieu.
Han nærede på sin side stor ærbødighed for kongen, også for dennes person; han søgte kongens råd, og ofte var de af ikke ringe betydning for Richelieus politik.

### Udenrigspolitik
Richelieus udenrigspolitik havde først det mål at vinde sikkerhed for Frankrig og hævde dets anseelse, som den foregående tids usikre politik havde svækket. Men snart gik hans tanker videre. Frankrigs historiske og naturlige grænser skulle genvindes, først og fremmest Rhin-grænsen. For at nå dette måtte han vende sig mod Huset Habsburg både i Østrig og i Spanien.
Det betød, at han måtte lade Frankrig tage parti mod den katolske hovedmagt og støtte de protestantiske stater, som nu under Trediveårskrigen søgte at fælde den. Richelieu gjorde det uden skrupler. Hans katolicisme var solid nok, men vigtigere end kirkens interesser var for ham altid Frankrigs. Derfor rettede han straks sin hele diplomatiske kunst mod Habsburgerne; med en smidighed og overlegenhed, som hævede ham over alle tidens fremragende diplomater, greb han ind i Europas politik til gavn for protestanterne.
Fra 1635, da de diplomatiske midler ikke forslog længere, trådte Frankrig ind i krigen som de protestantiske staters hjælper, og sejrrig førtes i de følgende år kampen mod Habsburgerne. Da Richelieu døde 1642, havde Frankrig vundet Elsass, Artois og Roussillon, besiddelser det beholdt ved den freden 1648. Frankrig var nu i den almindelige bevidsthed blevet Europas mægtigste stat.

### Indenrigspolitik
Med lige så stort held gennemførtes Richelieus indenårigs politik. Det blev her hans opgave at bryde enhver magt, som kunne tænkes at anvendes mod kongens myndighed. Den farligste modstander var hugenotterne, der fra Henrik 4.s tid havde deres faste organisation og rådede over en del sikkerhedsstæder. 1625 begyndte Richelieu kampen mod dem, og 1629 var deres modstandskraft brudt. Richelieu fratog dem sikkerhedsstæderne og berøvede dem deres ret til at holde politiske forsamlinger, men deres religionsfrihed og deres ligeberettigelse med katolikkerne blev uanfægtet; til statens tjeneste antog han lige gerne protestanter som katolikker.
Richelieu ville ikke indlade sig på nogen religiøs forfølgelse, hvor meget han end blev opfordret dertil. Han ville kun udbrede katolicismen ad overtalelsens vej. Utvivlsomt var det det klogeste: netop ad denne vej opnåede han, at flere og flere fornemme protestantiske familier gik over til katolicismen. Desuden vandt han i landets tjeneste en mængde dygtige kræfter, som ellers ville være gået tabt. Og endelig bevarede han derved en vis sympati hos de protestantiske magter, som han skulle bruge mod Habsburgerne.
Mere langvarig blev kampen mod de adelige og fyrstelige stormænds uafhængighedstilbøjeligheder. I mange år havde disse stormænd været vant til at følge deres egne hoveder uden hensyn til kongen og hans ministre. For dem var denne myndige minister, der resolut krævede lydighed, genstand for den største forbitrelse. Gang på gang søgte de at styrte ham. Kongens broder Gaston af Orléans droges ind i forsøgene, siden også Marie af Medici, som mente, at Richelieu skyldte hende at føje sig efter alle hendes ønsker, og som var højst opbragt over, at hun blev skuffet i sine forventninger.
Den ene sammensværgelse efter den anden stiftede de mod Richelieu. Flere troede at have vundet kongen mod ham, og enkelte gange følte Richelieu sig selv usikker. Men hver gang sejrede kongens overbevisning om, at han ville svigte sin kongepligt, hvis han lod den mand falde, der evnede at tjene riget og kongedømmet som ingen anden. Over for disse sammensværgelser gik Richelieu frem med stor strenghed. Kongens broder og Marie af Medici måtte begge forlade landet, og mangen stormand straffedes med døden. Det skyldtes ikke personlig hævnlyst; det var Richelieus stærke tro på statsmagtens hellighed, der gjorde det til en pligt for ham at straffe enhver opsætsighed mod den så hårdt.
For Frankrigs udvikling blev det af stor betydning, at han med fast hånd kuede adelen og vænnede den til lydighed. Dertil kom også befalingen om at nedrive alle fæstningsværker, som ikke tjente til grænsernes forsvar, hvad enten det var adelige borge eller bymure. Hans forbud mod dueller hævdedes med hårde straffe. Richelieu var ikke fri for standsfordomme; det var med overvindelse af personlige følelser, han kuede adelen, men kongens magt var dog for ham langt vigtigere end hans standsfællers.
Richelieu fjernede ikke blot hindringerne for enevælden, men skabte også et solidt grundlag for den. Mest betød i øjeblikket den store hær og stærke flåde, han skabte. Men ikke mindre betydningsfuld blev hans omskabelse af statsadministrationen. Ministeriets organisation ændredes, så det kunne virke hurtigere og kraftigere, og Richelieu skabte for sig selv en virkelig førsteministerstilling. Den selvstændigste del af embedsstanden, parlamenterne, mistede den del af lovgivningsmyndigheden, de hidtil havde haft, og selv deres domsmyndighed indskrænkedes ved anvendelse af kommissionsdommere. De fornemme guvernører, der hidtil havde haft provinsstyrelsen, mistede deres magt og beholdt egentlig kun en æresstilling. Den virkelige magt kom til at være hos udsendinge fra ministeriet: intendanterne, en gruppe borgerlige embedsmænd, stærkt afhængige af regeringen, som
allerede fandtes, men som først nu rigtig fik betydning.
Langt mindre interesserede Richelieu sig for det indre reformarbejde, og finansstyrelsen var nærmest slet. Underskud og statsgæld voksede hurtig i hans tid.

## Videnskab og litteratur
Richelieu nærede en betydelig interesse for åndsliv og litteratur. Han skrev ikke blot indlæg i religiøse spørgsmål, men sammen med forskellige forfattere prøvede han også at skrive komedier; blandt hans medarbejdere var Corneille, men det endte med et sammenstød mellem dem.
Richelieu fik oprettet Académie française, som han tænkte sig skulde øve en vis censur over litteraturen gennem offentlige udtalelser. Det skulle gribe ordnende og ledende ind i åndslivet, som regeringen i statslivet.
Censurforsøgene mislykkedes; men under indflydelse af de ny politiske forhold omformedes ret snart den franske litteratur i den ordenens ånd, som Richelieu ønskede. Endelig fik Richelieu 1631 oprettet Frankrigs første avis, La Gazette; som både han og kongen skrev i.

## Død og eftermæle
4. december 1642 døde Richelieu. Det berettes, at han ved afskeden sagde til kongen: "Det er min trøst, at jeg efterlader eders kongerige i den højeste berømmelse og anseelse, det nogen sinde har nydt, og alle eders fjender overvundne og ydmygede".
Om Richelieus overordentlige evner har alle været enige, også om at hans politik blev båret af den oprigtigste overbevisning om, at således tjentes Frankrig bedst. Derimod har en del historikere klaget over, at han ved at muliggøre den skarpt gennemførte enevælde har brudt Frankrigs naturlige udvikling og hæmmet folkets evne til selvstændig politisk virksomhed. Andre forfattere har dog, som det synes med mere ret, hævdet, at denne enevælde netop da var det nødvendige resultat af hele Frankrigs udvikling, og at det var til stort held, at Richelieu så dygtig gennemførte den.
I 1844 fremstillede Alexandre Dumas Richelieu som ærkeskurk i sin roman De tre musketerer, og siden har han i populærkulturen været forbundet med politiske intriger og ambitioner om magt.